# جورج أوشاوا
جورج أوشاوا (باليابانية: 桜沢如一): هو مولد علم الماكروبايوتيك الحديث (1966 - 1893). ولد جورج أوشاوا في اليابان ونشر نظام الماكروبيوتيك الذي شفاه من داء السل الرئوي قبل أن يبلغ العشرين من عمره.
نجح أوشاوا في نشر الماكروبيوتيك في العالم أجمع بمساعدة زوجته وتلامذته الذين نذكر منهم الرواد ميتشيو كوشي وإيهارا.
توفي في 23 أبريل 1966.